# Liste der Bischöfe von Faras
Die folgenden Personen waren Bischöfe und Erzbischöfe von Faras (auch Pachoras genannt) in der Region  Nubien. Heute befinden sich die Ruinen von Faras auf dem Grund des Nubia-Sees auf dem Gebiet von Sudan (Wadi Halfa Salient).
Die Liste der Bischöfe findet sich auf einer Wand des Baptisteriums der Kirche. Sie nennt 28 Namen und ist weitestgehend erhalten. Die Personen datieren zwischen 620 und 1175. Ihre Amtszeiten sind weitestgehend anhand von Durchschnittswerten errechnet, müssen also nicht immer historisch korrekt sein. Zahlreiche Bischöfe sind auch von ihren Bestattungen mit beschriebenen Grabstein und von ihren Bildern in der Kathedrale bekannt.
| Name | Episkopat                                     | Bischofsart                | Sterbealter                                                  | Anmerkungen | Zeitgenössischer Herrscher                                | Eparch                                                        | Geschichtliche Ereignisse |
| --- | --------------------------------------------- | -------------------------- | ------------------------------------------------------------ | --- | --------------------------------------------------------- | ------------------------------------------------------------- | --- |
| Aetios | 20–30er des 7. Jahrhunderts                   |                            |                                                              | erster Bischof von Pachoras, vielleicht der Erbauer der ersten Kathedrale | unbekannt                                                 |                                                               | |
| Sarapion |                                               |                            |                                                              | |                                                           |                                                               | |
| ? | Mitte 7. Jahrhundert                          |                            |                                                              | | Herrscher von Dongola ist Qalidurut                       |                                                               | Araberüberfälle auf Dongola in 611 und 651. Während dieser Zeit wurde die erste Kathedrale von Faras zerstört. Unterzeichnung des Baqt mit den Arabern.                                                                  |
| Pilatos | 2. Hälfte des 7. Jahrhunderts                 |                            |                                                              | Erbauer der großen Kirche von Faras, welcher den zerstörten Kirchenbau ersetzt. |                                                           |                                                               | |
| Paulos | Ende 7. Jahrhundert und Beginn 8. Jahrhundert | Monophysitisch             | 709 oder 719                                                 | Verantwortlich für die große Konjunktur im Bausektor in Pachoras, Gründer der umgebauten Kathedrale, Beginn (?) der violett gestalteten Wandbilder. Stiftungsinschrift, heute in Warschau. | König Mercurios (697 bis frühestens 710)                  | Markos (Name des ersten bekannten in Faras bezeugten Eparchs) | Vereinigung von Nobatia und von Makuria. Annahme des Monophysitischen Glaubens als die nubische Staatsreligion. Etablierung des Postens des Eparchs (Gouverneur von Nobadia)                                             |
| Mena | 709 oder 719 bis 730                          | Monophysitisch             |                                                              | | Zacharias I. und Silneon                                  |                                                               | |
| Matthaios | 730-31. Mai 766                               | Monophysitisch             |                                                              | | Abraham, Markos und Kyriakos (ca. 740–760)                | Pauloskudda (?) (750–768)                                     | Nubien dringt in Ägypten ein (745). Periode des Wohlstands in Nubien. |
| Ignatios | 766-22. Januar 802                            |                            | Alter 78                                                     | Er war Bischof nichtnubischen Ursprungs und kam von einer anderen Diözese. Abschluss der gemalten Dekorationen der Kathedrale (violetter Stil), die nubische Schule der Wandmalerei entwickelt sich | Michael und Ioannes I.                                    |                                                               | |
| Ioannes I. | 802–809                                       |                            |                                                              | | König Chael                                               | Kyriakos (ca. 801–813)                                        | Vereinigung mit Alwa |
| Ioannes II. | nach 809 (?)                                  |                            |                                                              | |                                                           |                                                               | |
| Markos | 12 Jahre zwischen 810 und 826                 |                            |                                                              | | Zacharias II.                                             |                                                               | |
| Chael I. | bis 827                                       |                            |                                                              | |                                                           |                                                               | |
| Thomas | 827-16. Juli 862                              | Monophysitisch             | Alter über 75                                                | | Zacharias II. († 856 oder 866)                            |                                                               | Kriege zwischen Bedja und Arabern (831 und 856), Botschaft von Fürst Georgios von Bagdad (836). |
| Iesu I. | 862–866                                       |                            |                                                              | | Georgios I. (bis 856 oder 866)                            |                                                               | |
| Kyros | 866–902                                       | Monophysitisch, Metropolit |                                                              | Erneuerung und teilweiser Umbau der Kathedrale von Faras, Wandmalerei im weißen Stil | Georgios I. (bis 920)                                     | Zacharias (ca. 868–878)                                       | Konflikte mit al-Omari, der Goldsucher (868–869). Entwicklung des nubischen Staates in Landwirtschaft, Architektur und Fertigkeiten (Tonwaren). In Faras wird ein Metropoliesitz etabliert (neben einen in Alt Dongola). |
| Andreas | 902–903                                       |                            |                                                              | Gründer der umgebauten Kirche bei Aksha. |                                                           |                                                               | |
| Kollutwos | 903-13. August 923                            | Monophysitisch, Metropolit | Alter 62                                                     | Weitere Dekoration der Kathedrale, Beginn des gelb-roten Stils | Georgios I. und Zacharias II. (-920)                      |                                                               | |
| Stephanos | 923–925                                       | Monophysitisch             | † 14. Juli 926, Alter 52                                     | | Zacharias II.                                             |                                                               | |
| Elias | 926-6. August 952                             | Monophysitisch, Metropolit |                                                              | Zerstörung der Kathedrale von Faras durch Feuer (ca. 927). Bau der Kirche an der Südsteigung des Kom (930) | Zacharias II.                                             | Iesu (ca. 930)                                                | Nubische Angriffe auf Ägypten lassen nach (952). |
| Aaron | 952-12. Dezember 972                          | Monophysitisch, Metropolit | Alter 61                                                     | Wiederaufbau der Kathedrale im größeren Stil | Georgios II. (ca. 969)                                    |                                                               | Nubischer Angriff auf Aswan und Edfu (956) und Besetzung von Oberägypten, Höhepunkt des nubischen Staates |
| Petros I. | 974-20. Juli 999                              | Monophysitisch, Metropolit | Alter 93 (begraben in der Kirche an der Südsteigung des Kom) | (verantwortlich für die Kathedrale nur bis Herbst 997), Dekoration der Kathedrale mit neuen Wandmalereien: rot und bunter Stil. Streit zwischen Melkiten und Monophysiten über das Bistum Faras. Als Ergebnis wird die Kathedrale durch die Melkiten übernommen. Petros I. war auf der Westwand des Bischofssaales in der Kathedrale von Faras dargestellt. | Georgios II. (ca. 969-bis 979 oder 1003)                  |                                                               | Friedvolle Beziehungen mit Ägypten unter den Fatimiden. |
| Ioannes III. | 997-21. September 1005                        | Melkitisch                 | Alter 82                                                     | Einführung des Dyophysitischen Glaubens in der Kathedrale als Konsequenz des politischen Friedens mit Ägypten, wo al-ʿAzīz zugunsten der Melkitischen Kirche agiert. | Raphael (1002–1006)                                       |                                                               | |
| Marianos | 1005 – 11. November 1036                      | Melkitisch                 | † in Qasr Ibrim, Alter 69                                    | vorher Archimandrite von Puke, Bischof von Kairo (?) kam nach Faras; „Geistiger Sohn“ von Bischof Ioannes III., weitere Dekoration der Kathedrale. Blüte des bunten Stils. Marianos war in der Südkapelle mit der Muttergottes und Christus dargestellt. | Stephanos (ca. 1027)                                      | Ioannes (ca. 1007)                                            | weiterhin friedliche Beziehungen mit den ägyptischen Fatimiden. Bautätigkeit in Dongola. |
| Merkurios | 1037 – 1. Juli 1056                           | Melkitisch                 | Alter 80                                                     | „Geistiger Sohn“ von Bischof Ioannes III., Nach seiner Amtszeit ist die Chronologie der Bischöfe von Faras 2 Jahre unterbrochen. | unbekannt                                                 |                                                               | |
| Petros II. | 1058 – 22. Mai 1062                           | Monophysitisch             |                                                              | Die Kathedrale wird wieder durch die Monophysiten übernommen. | Salomon (?)                                               |                                                               | Wachsender Einfluss der Monophysitischen Kirche in Nubien resultierend durch den Besuch von Christodulos, Patriarch von Alexandria (1058),                                                                               |
| Georgtos | 1062–1047                                     | Monophysitisch             | † 14. August 1097, Alter 95                                  | Malerei in Faras erreicht ihren Höhepunkt (bunter Stil) | Salomon (bis 1080), Georgios III. und Basilios (ca. 1089) |                                                               | Altnubisch wird wahrscheinlich als offizielle Amts- und Kirchensprache anerkannt (?). |
| Chael II. | 1097 (?) bis ca. 1125–1130                    | Melkitisch(?)              | † 5. Mai 11.., Alter 80                                      | „Geistiger Sohn“ von Bischof Ioseph Timekleos, Wiedereinsetzung des Melkitischen Ritus in Faras (?) | unbekannt                                                 |                                                               | |
| Iesu II. | ca. 1125–1130 bis 1170–1175                   | Melkitisch(?)              | † 4. Juni 11.., Alter 88                                     | Letzter Name in der Liste der Bischöfe | Georgios IV. (1130–1158) und Moise (ca. 1160)             |                                                               | Krieg mit Ägypten, Qasr Ibrim besetzt von Arabern (1172–1173), Schlacht von Adindan nahe Faras (1175), in der die Kathedrale von Faras beschädigt wurde.                                                                 |
| Tamer | spätes 12. Jahrhundert                        | Melkitisch(?)              | † 31. März 1193 (?)                                          | |                                                           |                                                               | |
| Die Kathedrale hört auf Bischofssitz zu sein. Nach dem provisorischen Schutz gegen Sandverwehungen wurde sie wahrscheinlich als Kirche noch bis ins 15. Jahrhundert genutzt. Nahe der Kathedrale wurde das Nordkloster im 13. Jahrhundert (?) errichtet. Stufenweiser Niedergang von Nubien. Der letzte christliche König von Nubien, Kudanbes wurde 1323 entthront, sein Thronsaal in Alt Dongoln wurde in 3 Moscheen eingesetzt (1317). In Nobadia ist ein christlicher König von Dotawo im 15. Jahrhundert bezeugt. |                                               |                            |                                                              | |                                                           |                                                               | |
| Timptheos |                                               | Monophysitisch             | † in Qasr Ibrim                                              | Bischof von Phrim und Pachoras (Sitz in Qasr Ibrim), geweihter Bischof durch den Patriarchen von Alexandria in 1372 |                                                           |                                                               | |